# Gebedshuis van het lijden van Christus
Het Gebedshuis van het lijden van Christus (Duits: Gebetshaus zum Leiden Christi; ook: oratorium) is een monumentale gotische kapel op het kerkplein in Wessum, een Ortsteil van Ahaus in de Kreis Borken (Noordrijn-Westfalen).

## Geschiedenis en architectuur
De kapel betreft een rechthoekig gebouw van baksteen met een schilddak, dat in 1511 als een drie traveeën tellende hal werd gebouwd. De oostelijke kant wordt door drie grote spitsboogarcaden op ronde pijlers op logeachtige wijze geopend. In de zijkanten bevinden zich driedelige maaswerkramen en lage spitsbogige doorgangen.  
De kapel werd herhaaldelijk verbouwd. Tussen 1814 en 1899 werd het gebouw als woonruimte gebruikt. Voor dat doel werd het gewelf gesloopt. Bij de reconstructie van 1899 werd het kruisgewelf opnieuw ingebracht.    
Het oratorium werd sinds 1921 als een oorlogsmonument gebruikt, dat in de Tweede Wereldoorlog ernstig werd beschadigd. 
Na renovaties tussen 1947 tot 1970 volgde in 1999 op initiatief van de schuttersverenigingen van Wessum en Averesch een grondige restauratie door de Sint-Martinusparochie.